# Bistum Kreta
Das Bistum Kreta (lateinisch Dioecesis Candiensis) ist eine in Griechenland gelegene römisch-katholische Diözese mit Sitz in Iraklio.
Es wurde 1213 als Erzbistum Candia errichtet, 1669 aufgelöst und das Territorium dem Apostolischen Vikariat Konstantinopel angeschlossen, aus dem es am 28. August 1874 jedoch im Rang zurückgestuft neu als Bistum Kreta begründet wurde und zu einem Suffraganbistum des Erzbistums Naxos-Tinos wurde.
Das Bistum Kreta wird durch Kapuziner betreut und war bis in die 2000er Jahre ohne Diözesanpriester. Der letzte residierende Bischof von Kreta, Lorenzo Giacomo Inglese, wechselte am 5. Mai 1935 das Bistum. Seitdem ist der Bischof von Syros-Milos und von Santorini zugleich Apostolischer Administrator für das Bistum Kreta. 
Die Kathedrale ist dem Patrozinium Maria Himmelfahrt unterstellt. Patron des Bistums ist Franz von Assisi. Folgende Sakralbauten gibt es im Bistum Kreta:
- Kathedrale Mariä Aufnahme in den Himmel in Chania
- Kirche St. Johannes der Täufer in Iraklio
- Kirche St. Antonius von Padua in Rethymno

## Statistik
| Jahr | Bevölkerung | Bevölkerung | Bevölkerung | Priester   | Priester           | Priester         | Priester               | Ständige Diakone | Ordensleute | Ordensleute | Pfarreien |
| Jahr | Katholiken  | Einwohner   | %           | Gesamtzahl | Diözesan- priester | Ordens- priester | Katholiken je Priester | Ständige Diakone | männlich    | weiblich    | Pfarreien |
| ---- | ----------- | ----------- | ----------- | ---------- | ------------------ | ---------------- | ---------------------- | ---------------- | ----------- | ----------- | --------- |
| 1950 | 220         | 400.000     | 0,1         | 2          | 2                  | 0                | 110                    |                  | 2           | 10          | 3         |
| 1990 | 245         | 435.000     | 0,1         | 3          | 3                  | 0                | 81                     |                  | 3           | 0           | 3         |
| 2000 | 1.200       | 505.000     | 0,2         | 3          | 3                  | 0                | 400                    |                  | 5           | 4           | 3         |
| 2013 | 5.000       | 512.000     | 1,0         | 4          | 2                  | 2                | 1.250                  |                  | 4           | 0           | 4         |
| 2016 | 4.800       | 507.800     | 0,9         | 4          | 2                  | 2                | 1.200                  |                  | 3           | 0           | 4         |